# Дисање
У животињској физиологији, дисање је пренос кисеоника из ваздуха у ћелије ткива те пренос угљен-диоксида у супротном смеру. Оно је у контрасту с биохемијском дефиницијом дисања, које се односи на ћелијско дисање: метаболички процес којим организам долази до енергије реакцијом кисеоника с глукозом која даје воду, угљен-диоксид и аденозин трифосфат (ATP) (енергију). Иако је физиолошко дисање потребно како би опскрбило ћелијско дисање, а тако и живот животиња, процеси су различити: ћелијско дисање заузима место у појединачним ћелијама животиња, док се физиолошко дисање тиче дотока масе и преноса метаболита између организма и спољашње околине.
Код једноћелијских организама, обична је дифузија довољна за размену гасова: свака је ћелија увек у додиру с спољашњом околином, с кратком удаљеношћу коју гасови морају да пређу. За разлику од тога, сложени многоћелијски организми попут човека имају већу удаљености између околине и њихових унутрашњих ћелија, па је ради тога респираторни систем неопходан за делотворну размену гасова. Респираторни систем усклађено делује с кардиоваскуларним системом који преноси гасове из и у ткиво. Дисање је процес који уноси или износи ваздух из плућа кичмењака. Аеробни организми ових врста - као што су гмизавци, птице и сисари - захтевају кисеоник да ослободе енергију путем респирације, у виду метаболизма молекула богатих енергијом као што је глукоза. Дисање је процес који испоручује кисеоник тамо где је потребно у телу и уклања угљен-диоксид. Још један важан процес подразумева кретање крви кроз крвоток. Размена гасова се одвија у алвеолама плућа пасивном дифузијом гасова између алвеолног гаса и крви у плућним капиларима. Када се ови гасови растворе у крви, срце покреће њихов проток кроз тело (преко крвотока). Медицински израз за нормално опуштено дисање је еупнеја (лат. eupnea).
Поред уклањање угљен-диоксида, резултат дисања је и губитак воде из тела. Издахнут ваздух има релативну влажност од 100% због дифузије воде преко влажне површине дисајних путева и алвеола. Код кичмењака који дишу, респирација кисеоника укључује четири стадијума:
- Вентилација из околног ваздуха у алвеоле плућа.
- Плућна размена гасова из алвеола у плућних капилара.
- Пренос гасова из плућних капилара кроз циркулацију према периферним капиларима у органе.
- Периферна измена гасова из ткивних капилара у ћелије и митохондрије.

Дисање се састоји од две радње: удисаја и издисаја. Вентилација и пренос гасова захтевају енергију ради покретања механичких пумпи (дијафрагма и срце), за разлику од пасивне дифузије.

## Физиологија дисања човека
Сви познати живи организми врше размену гасова с њиховом околином. Ова размена је позната као дисање. За одржавање живота, кисеоник се мора удисати у плућа, затим процесом дифузије преко алвеоло-капиларне мембране, везивањем за хемоглобин у еритроцитима, и растворен у крви се преноси до ткива, и потом се преноси у ћелије у којима се обавља аеробни метаболизам.

### Дисање
Дисање се може описати као спонтани, ритмички механички процес. Контракцијом и релаксацијом мишића током дисања настаје кретања гасова из атмосфере у плућа и обратно,: чиме тело добија један гасовити медијум за размену гасова.

### Спољашње дисање
Спољашње дисање се одвија у алвеолама плућа. Ваздух, који садржи кисеоник, из атмосфере механичким процесом дисања улази у алвеоле плућа. Из удахнутог ваздуха у алвеолама, кисеоник дифузијом прелази у крвоток. У исто време, угљен-диоксид дифузијом из венске крви прелази у алвеоле одакле са издахнутим ваздухом напушта плућа.
Циклус дисања је несвестан процес који се непрекидно понавља, осим ако је због поремећаја свести настао поремећај у његовој регулацији. Спољно дисање одвија се у две фазе:
- Активна фаза - Удисање

Кретање ваздуха према плућима је активна фаза спољног дисања, или удисање. Оно је узроковано ширењем зида прсног коша и спуштањем дијафрагме. Удах повећава волумен плућа и у њима ствара подручје ниског притиска. Будући да је већи притисак споља, ваздух продире у плућа.
У току мирног дисања интраплеурални притисак, у односу на атмосферски на почетку удисање, је око (-2,5 mmHg) и смањује се на приближно (-6 mmHg) на крају инспиријума. За то време притисак у плућима варира у распону од 0 до -1,2 mmHg, тј. постаје благо негативан.
При максималном удаху обим прсног коша повећава се за 20%. Нормалан број дисајних циклуса је 12 удисаја у минути, а запремина удахнутог ваздуха при једном удаху је око 500 ml. Према томе,минутна запремина дисања (или количина ваздуха која прође кроз плућа), просечно је око 6 литара у минути.
- Пасивна фаза-издисање

У пасивној фази спољашњег дисања - издисање, дијафрагма се подиже, а зид прсног коша се сужава, што доводи до повећања притиска унутар плућа. Након што се отвори глотис, притисак унутар плућа избацује ваздух, заједно са ослобођеним  из крви, у атмосферу.

### Унутрашње дисање
Унутрашње дисање је процес који се одвија на нивоу ткива и ћелија, које из кисеоником обогаћене крви користе кисеоник, а у њу враћају угљен-диоксид. Овај механизам, познат је и као метаболички процес, производње енергије неопходне за живот. Унутрашње или ћелијско дисање је исти процес, који се одвија поступно, у неколико корака, а чији је резултат претварање енергије сачуване у молекулима глукозе у употребљиву хемијску енергију у облику ATP-а.

### Регулација дисања
Живчани систем прилагођава величину алвеоларне вентилације потребама организма. Захваљујући томе се притисци кисеоника и угљен-диоксида у крви минимално мењају чак и код тешких оптерећења респираторног система. Центар за дисање се налази у продуженој мождине и понсу, а регулација дисања се одвија континуираним слањем импулса.
Крајњи циљ дисања је одржавање повољних концентрација кисеоника, угљен-диоксида и водикових јона у телесним течностима. Повишење концентрације угљен-диоксида или водикових јона утиче на респирацију, тако што надражује центар за дисање и доводи до уклањања вишка гасова убрзањем респирације. Регулација угљен-диоксида се врши механизмом повратне спреге, тако да у току пнеумонија, емфизема и других плућних болести, овај систем може повећати алвеоларну вентилацију 5-7 пута.

### Анатомија респираторних органа
Респираторни систем састоји од дисајних путева и органа који уносе атмосферски ваздух у организам.
Састав респираторног система;
- Усно-носни пролаз,
- Ждрело,
- Гркљан,
- Душник,
- Бронхије, бронхиоле, алвеоларни дуктуси и алвеоле.

- Усно носни пролаз

Усно носни пролаз се састоји из усни, усне шупљине, ноздрва и носне шупљине - назални пролаз. Овај пролаза облаже слузокожа која је прекривена цилијарним епителом, чија је основна улога филтрирање и влажење ваздуха. Механичке нечистоћа, из удахнутог ваздуха, са задржавају у усној и носној шупљини на влаженом епителу одакле се механичким путем одстрањују из носа и устију (кашљањем, кијањем, слином) или гутањем. Слуз са ухваћеним честицама се покреће један центиметар у минути до коначног избацивања или гутања. У носу и устима ваздух се загреје и овлажи воденом паром, пре него што стигне у плућа. Када би човек удисао ваздух кроз обичну цев, сув и хладан ваздух који допире у доње делове плућа погодовао би инфекцији. Ваздух који улази кроз носне шупљина је боље филтрирани ваздух од онога који улази кроз уста. Зато се саветује да се дисање кад год је то могуће обавља преко носа.
- Ждрело

Ждрело је телесна шупљина која с једне стране спаја усну и носну шупљину, а са друге гркљан. Главна улога ждрела у процесу дисања је да прими ваздух из носне и усне шупљина и загреје га на температуру тела пре његовог уласка у респираторни систем.
- Гркљан

Гркљан је орган дисајног система који је смештен у предњем делу врата. Орган је цевастог облика и почиње отвором у доњем делу ждрела (хипофаринкс), а наставља се у душник (лат. trachea). Главна функција гркљана је дисање, док је кроз еволуцију прилагођен и фонацији (говору). Посебну улогу у заштити дисања има гркљански поклопац (лат. epiglotis), који спречава да храна заврши у гркљану и даље у душнику, тј. спречава аспирацију и евентуално гушење.
- Душник

Душник или trahea, је цев кроз коју ваздух доспева у бронхије.
Фазе спољашњег дисања
- Бронхије, бронхиоле, алвеоларни дуктуси и алвеоле

Ваздух из душника наставља кретање доље кроз бронхије и бронхиоле, ка све мањим пролазима, или дуктусима, док не доспе у алвеоле плућног ткива. Главна душница, по уласку у плућа, силази косо надоле и обликује бронхално стабло. Плућни режњић, је основна јединица грађе плућа, има облик пирамиде, величине око 1 cm². Кроз његов врх улази бронхиола која се грана дајући ситне алвеоле, полулоптаста проширења њезиних зидова. Бронхиола формира структуре које личе на грозд а свака бобица представља алвеолу.
Алвеола је најважнији део плућа, облика мехурића пречника 0,3 mm и у просеку их има око 150 милиона. Алвеоле су творевина врло танких зидова, којих у плућима има око 300 милиона, са укупном површином која је у контакту са капиларама од око 70 m². Свака мала алвеола окружена је мрежом капилара којима се придружују артерије и вене. На микроскопском прегледу капилара се види да њихов зид чини само једна ћелија. Плућне капиларе су толико уске да се црвена крвна зрнца могу кретати кроз њих само у једном низу. Размена гасова  и  се одвија на нивоу алвеола.

### Функције дисања
Дисање има неколико функција;
- Унос кисеоника у тело,
- Уклањање угљен-диоксида из тела,
- Регулација телесне температуре,
- Регулација ацидо-базне равнотеже у телу.

#### Унос кисеоника у тело
Примарна функција дисања је унос кисеоника. Кисеоник улази у тело путем дисајног система, а затим се у телу кроз циркулацијски систем доставља до свих његових делова. Све ћелије у телу за потребе метаболизма хране имају потребу за кисеоником.

#### Уклањање угљен-диоксида из тела
Угљен-диоксид је један од нуспроизвода у метаболичким процесима. Угљен-диоксид се преноси из ткива до плућа одакле се он избацује из тела.
Када угљен-диоксид уђе у капиларе, он реагује с водом, те настаје угљена киселина. Та реакција се убрзава ензимима до 5000 пута. Већ у следећем тренутку ова се киселина дисоцира на бикарбонатне јоне и у овом безопасном стању се преноси до плућа. Овим процесом је омогућено да се угљен-диоксид 15-20 пута лакше транспортује.

#### Регулација телесне температуре
Телесна температуре се обично одржава у распону од (36,1 до 37,0 °C). Испарење телесних течности (као што је знојење) је једна од метода која помаже уклањању топлоте и одржавању топлотне равнотеже тела. Влажан ваздух током издисања такође помаже у процесу елиминације топлоте. Негативан ефект може бити губитак велике количине топлоте због велике површине плућа.

#### Регулација ацидо-базне равнотеже у телу
У телу постоји сложена равнотежа између количине кисеоника и угљен-диоксида. Кретање угљен-диоксида и кисеоника одвија се кроз бројне хемијске промене у хемоглобину и крвној плазми. Поремећај у раду ових хемијских путеве мења хемијску равнотежу тела.
Под нормалним условима, релативни ниво ацидо-базне равнотеже (pH ниво) у телу је у распону од 7,35 до 7,45. Током дисања расте парцијални притисак угљен-диоксида, повећава се ниво киселости, и pH вредност се снижава на мање од 7,3. Исто тако, премало угљен-диоксида изазива пораст базне реакције крви и пораст pH вредности.
Будући да људско тело одржава ацидо-базну равнотежу унутар уских граница, респираторни центар мозга реагује при свакој промени pH и парцијалног притиска угљен-диоксида у крви. Када дође до промена ацидо-базне равнотеже и pH, хемијски рецептори активирају респираторни процес како би се  и pH ниво нормализовали. Распон од 7,2 до 7,6 је критична граница нужна за кретање кисеоника кроз крв и улазак кисеоника у ткива.

### Размена гасова у плућима и ткивима
- Кисеоник је заступљен са око 20,9%, (21%) у гасовитој смеши наше атмосфере, а његов парцијални притисак је 160 mmHg у сувом ваздуху на нивоу мора, на температури од око 15 °C.
- Далтонов закон наводи да су парцијални (делимични) притисци гаса у гасној смеши једнаки притиску гаса који би он остварио ако би сам заузимао тај простор. Свака гасна компонента у ваздушној смеши врши притисак који је пропорционалан уделу који она има у мешавини.
- Међутим ове вредности се мењају када удахнути ваздух доспе у плућа. Сув атмосферски ваздух изложен је засићеној воденој пари, на телесној температури од (37 °C), и делимичном притиску водене паре од 47 mmHg. У душнику дакле парцијални притисак кисеоника износи (760 - 47) или око 150 mmHg.
- Пролазећи кроз трахеју ка алвеолама, кисеоник се меша и са угљен-диоксидом. Тако да када дође до алвеола где се одвија процес дифузије парцијални притисак кисеоника постаје још мањи.
- Парцијални притисак угљен-диоксида у алвеолама износи око 40 mmHg и парцијални притисак кисеоника у најнижој тачки респираторног система достиже коначну вредност која представља респираторни коефицијент и износи 103 mmHg.
- Дифузија кисеоника (и угљен-диоксида у супротном смеру) одвија се на нивоу од респираторних бронхиола наниже. Ипак већина дифузије одвија се у алвеолама, које су практично окружене крвним капиларима. Површина алвеоларно-капиларне мреже је велика, између 90 и 100 m². Ако би раширили алвеоле, добили би површину која покрива два тениска терена. Плућне мембрана је изузетно комплексан систем који се састоји од 6 слојева. Упркос великом броју слојева и изузетној сложености, укупна дебљина плућне мембране износи од 0,2-0,5 микрометра. Укупна количина крви у плућним капиларима износи у просеку 60-140 ml. Дифузија у алвеолама одвија се уз помоћ разлике притиска кисеоника између алвеола и крви.
- Кисеоник који доспева у алвеоле, има парцијални притисак око 100 mmHg.
- У венској крви која се враћа у плућа парцијални кисеоника крви је око 40 mmHg.
- Ова разлика притиска омогућује кисеонику из алвеола, тј. да из подручја вишег притисак да прелази у капиларе у којима је нижа вредност парцијалног притиска кисеоника.

На размену гасова кроз плућне мембране утичу следећи чиниоци
- Дебљина површине алвеоларне мембране. Промена дебљине и редукција површине мембране знатно умањује дифузијски капацитет плућа, што смањује количину кисеоника и засићење хемоглобина у крви и утиче на појаву хипоксије. Ове промене настају када се у алвеолама често накупља текућина, тј. кад постоји едем плућа, емфизем плућа затим фиброза плућа, али и многе друге болести плућа могу довести до ових поремећаја. Задебљање мембране може настати и као одбрамбена реакција организма на повећане вредности кисеоника у ваздуху нпр., код вештачког дисања и инхалације 100% кисеоника преко маске или у респираторима и хипербаричним коморама.

- Дифузијски капацитет гасова. Дифузијски капацитет гасова зависи од стопе дифузије неког гаса која је сразмеран његовој топљивости и градијенту притиска (угљен-диоксид, који је боље растворан него кисеоник, има бржу стопу дифузије).

- Разлике у делимичном (парцијалном) притиску гасова

Улога еритроцита и хемоглобина у респираторном процесу
Када кисеоник доспе у алвеоле плућа, он пролази танку ћелијску баријеру алвеола и креће са према плућним капиларима где се у крви веже у слабу везу са хемоглобином. Дакле, долази до засићења хемоглобина у еритроцитима крви кисеоником.
Главну улогу у овом процесу обављају еритроцити, којих у организму има 25 000 милијарди. Пошто се кисеоник преноси слободном дифузијом, потребно је да еритроцит прими молекул кисеоника. Присуство хемоглобина у еритроцитима омогућава крви да пренесе 30-100 пута више кисеоника, него што би могла да пренесе да је кисеоник растворен у плазми (свега 0,3%). У сваком молекулу хемоглобина су садржана 4 атома гвожђа, а сваки атом гвожђа веже један молекул кисеоника. Молекул хемоглобина током дисања мења свој облик, а то је најмања молекуларна структура која дише. Када хемоглобин веже кисеоник - скупља се, а када отпушта кисеоник - шири се. То је парадоксалан процес у односу на онај који се догађа у плућима. Хемоглобин показује изузетну комплексност и флексибилност да би одиграо улогу сталног координатора знатне количине кисеоника и угљен диоксида.
- Угљен-диоксид дифузијом из крви прелази у алвеоле на исти начин. Парцијални притисак угљен-диоксида у венској крви у капиларима је око 46 mmHg, у односу на  од 40 mmHg у алвеоли. При проласку кроз крвне капилара плућа,  се креће из подручја вишег  у капилари у подручје ниже вредности  у алвеоли. Након овога  током пасивне фазе - издисања напушта тело.
- Размена кисеоника и угљен-диоксида између ткива и капилара се одвија на исти начин као и између алвеола и капилара. У ткиву притисак кисеоника пада с повећањем удаљености од капилара и најнижи ниво се налази на средини између два капилара.
- Ако парцијални притисак кисеоника падне испод 3 mmHg, у ткивима се развија анаеробни метаболизам. Под нормалним условима притисак угљен-диоксида расте у ткивима и настаје млечна киселина која узрокује проширење капилара. У мишићима капилари се могу повећати и до 200 пута, а већина је капилара проширена и за време мировања, за разлику од мозга чији се капилари могу повећати само 4 пута. То је разлог зашто се хипоксија прво јавља у мозгу а тек на крају у мишићима, као и зашто реверзибилне (трајне) последице у мозгу настају већ након 5-10 минута а у мишићима након 2 и више сати.

| Локација          |        |       |      |       |
| Удахнути ваздух   | 158,0, | 0,3   | 5,7  | 596,0 |
| Алвеоларни ваздух | 100,0  | 40,0  | 47,0 | 573,0 |
| Издахнути ваздух  | 116,0  | 32,0  | 47,0 | 565,0 |
| Десно срце        | 40,0   | 46,0  | 47,0 | 573,0 |
| Лево срце         | 95,0   | 40,0  | 47,0 | 573,0 |
| Ткива             | -40,0  | +46,0 | 47,0 | 573,0 |

### Функција дисања с променом висине
Количина кисеоника и угљен-диоксида размењена дифузијом преко алвеоло-капиларне мембране и крви зависи пре свега од разлике парцијалног притиска кисеоника и угљен-диоксида у алвеоларном притиску и њиховог парцијалног притиска у венском делу капилара.
Тај притисак, и његова диференцијална разлика битна је за правилну сатурацију крви кисеоником посаде авиона, јер с висином пада засићење крви кисеоником, због снижавања атмосферског притиска ваздуха. Овај пад у засићењу крви кисеоником може довести до хипоксије, која је последица смањене количине кисеоника у ткивима тела.
| Висина ()     | Атмосферски притисак () | ()  | () | Разлика притиска () | Засићење крви кисеоником (%) |
| на нивоу мора | 760 (664-803)           | 100 | 40 | 60                  | 98                           |
| 3.000         | 523                     | 61  | 31 | 29                  | 87                           |
| 5.500         | 380                     | 38  | 26 | 12                  | 72                           |
| 7.000         | 282                     | 7   | 4  | 3                   | 9                            |
| 11.000        | 179                     | 0   | 0  | 0                   | 0                            |

#### Функционална подела атмосфере у односу на висину
Према физиолошком учинку достигнуте висине на процесе дисања у организму човека извршена је следећа подела атмосфере;
- Индиферентна зона (до 1780 m) - до ове висине атмосфере у организму човека не догађају се никакве промене с висином, без обзира да ли се ради о здравом или болесном организму.

- Зона потпуне компензације (до 3000 m) - у овој зони код потпуно здравих људи не догађају се никакве промене, али код болесника у овој зони се могу јавити први поремећаји изазвани недостатком кисеоника (хипоксија). Потпуно здрава особа до висине од 3000 метара може удисати само обичан ваздух, јер компензаторне физиолошки механизми организма (хипервентилација, пораст пулса итд..) могу надокнадити за снижену вредност  до ове висине.

- Зона непотпуне компензације (од 3000 до 5000 m) - у овој зони настају први психофизиолошки поремећаји у организму. Брзина настанка промена у организму човека у знатно зависе од утренираности (аклиматизације), физичке кондиције, начина прехране и здравственог стања.

- Смртна зона (изнад 5500 m) у којој настају тешки психофизиолошки поремећаји до смртног исхода.

На мањим висинама (до 3000 метара) алвеоларни парцијални притисак кисеоника не смањује се у толикој мери као  у атмосфери, јер смањен притисак кисеоника донекле надокнађује повећана вентилација плућа и веће напрезање кардиоваскуларног система. Међутим на већим висинама  се далеко више смањује у алвеолама плућа него у атмосферским ваздуху, због разређења кисеоника у удахнутом ваздуху. Разлог за ово смањења је;
- На великим висинама угљен-диоксид се стално одстрањује из крви плућних капилара у алвеоле и врши разређење ваздуха, (мада се на већим висинама због убрзаног дисања смањује парцијални притисак угљен-диоксида са 5,3 kPa и снижава на приближно 3,2 kPa).
- Вода са дисајних површина испарава у удахнути ваздух и такође разређује алвеоларни ваздух. На нормалној телесној температури водена пара задржава свој стални парцијални притисак од 6,3 kPa без обзира на висину.

| Висина ()     | Атмосферски притисак () | у ваздуху () | у алвеолама () | у алвеолама () | Артеријско засићење крви кисеоником |
| на нивоу мора | 101,3                   | 21,2         | 5,3            | 13,9           | 0,97                                |
| 3.000         | 69,7                    | 14,7         | 4,8            | 8,9            | 0,90                                |
| 6.000         | 46,5                    | 9,7          | 3,2            | 5,3            | 0,73                                |
| 9.000         | 30,1                    | 6,3          | 3,2            | 2,8            | 0,30                                |
| 12.000        | 18,8                    | 3,9          | 3,2            | 1,6            | 0,15                                |
| 15.000        | 11,6                    | 2,4          | 3,2            | 0,3            | 0,02                                |

- Напомена: 1 атмосфера = 101,3 kPa, kPa (килопаскал) = 1000 паскала. Један паскал, једнак је сили од једног Њутна која делује на површини од једног квадратног метра.

Ако претпоставимо да барометарски притисак падне на 13,3 kPa, од те вредности на парцијални притисак водене паре отпада 6,3 kPa, за све остале гасове остаје 7 kPa. (13,3-6,3 = 7). На великим висинама од 7 kPa, мора се одузети притисак  тако да у ваздуху остаје свега 3,8 kPa (7-3,2 = 3,8) гаса. Под условом да се кисеоник не троши од 3,8 kPa треба одузети 4/5 колико заузима азот, тако да на  отпада 0,8 kPa. Имајући у виду да су до тог момента ткива изузетно аноксична, значајну количину кисеоника апсорбираће крв, тако да у плућима остаје свега 0,26 kPa притиска кисеоника, што је недовољно за нормалан процес дисања. На темељу овога закључујемо да човек на атмосферском притиску од 13,3 kPa, не би могао да преживи ако би удисао само атмосферски ваздух.
- Од висине 3.000 метара до висине од 12.200 метара, да не би дошло до поремећаја у организму због хипоксије, потребно је започети са допунским удисање 100% кисеоника.
- Од висине од 12.200 метара удисање кисеоника обавезно мора бити с допунским притиском (натпритиском). Притисак од 18,8 kPa узима се као доња граница дисања 100% кисеоника без натпритиска.

Пример: на висини од 15.500 метара барометарски притисак ваздуха је 11,6 kPa, што је недовољно за нормалан процес дисања, зато је потребно удисање 100% кисеоника појачати и натпритиском. Вредност натпритиска можемо израчунати ако од доње границе притиска на којој се обавља процес дисања 100% кисеоника (18,8 kPa) одузме вредност притиска на заданој висини (18,8-11,6 = 7,2 kPa). Са овим натпритиском, од 7,2 kPa, постиже се вредност парцијалног притиска кисеоника на висини од 15.500 метара која осигурава засићење хемоглобина у крви око 90%.

#### Дисање под повишеним притиском
Дисање под натпритиском је вештачко повећање смањеног парцијалног притиска кисеоника у удахнутом ваздуху, као једна од основних мера у борби против смањеног барометарског притиска атмосферског ваздуха и појаве хипоксије у телу пилота за време летења на већим висинама.
Притисак гаса остварује се само за време удисања, док током издисања ваздуха нема. На овај начин је промењен нормални респираторни циклус јер је сада удах пасивна фаза а издах активна фаза. Током издисања потребно је извшити одређени рад да би се створио повећан негативан притисак у грудном кошу, који ће истиснути ваздух како би се притисак изједначио са спољним. Док дисање доводи у плућа позитивни притисак остали делови тела су изложени околном притиску ваздуха.
Дисање 100% кисеоника под натпритиском од 11,7 kPa осигурало би трајну успешну заштиту од хипоксије на било којој висини. Међутим овако велики натпритисак је неостварљив, јер доводи до декомпресијске болести и физиолошких поремећаја у раду респираторног система.
Могућности дисања кисеоника под натпритиском нису неограничене, те након преласка вредности од 7,8 kPa долази до значајних поремећаја у раду кардиоваскуларног и респираторног система, а на већим притисцима могло би доћи и до руптуре плућа.
Да би се ово спречило уведена су специјална одела са натпритиском која стварају притисак са спољне стране тела пилота, с циљем да се спољни притисак изједначи с унутрашњим притиском. Само са оваквим оделом добро се подноси дисање под натпритиском и до 20,7 kPa.
Како је дисање кисеоника под натпритиском веома напорно, његова примена није препоручљива током дужег временског периода, а и сама опрема која се користи за ту намену знатно отежава рад пилота. Зато су савремени авиони тако конструисани да су њихове кабине под натпритиском, што омогућава нормалан рад пилота, а одело се користи само у случају настанка изванредне ситуације (расхерметизација кабине на великим висинама).

#### Заштитна функције дисања на висини
Како би човек осигурао нормалан процес дисања на висини он мора дисање надопунити низом заштитних мера:
- Аклиматизација: дужим боравком на висини изнад 3000 метара организам се привикава смањеном притиску кисеоника покретањем читавог низа физиолошких процеса у организму
- Бављење спортом; уз правилну прехрану и повремени боравак на висини повећава се дисајни капацитет организма што га чини отпорнијим на смањени парцијални притисак кисеоника.
- Правилно дозиран повећан унос угљених хидрата и беланчевина; смањује толеранцију организма и повећава његову издржљивост на ниском парцијалном притиску кисеоника
- Удисање кисеоника: преко заштитне маске, боравка у херматизованим кабинама авиона са употребом специјалног висинског одела или без њега.

## Реанимација

### Реанимација у случају несреће
У случају дисфункције плућа и недостатка рада срца, код пацијента се спроводи реанимација путем вештачког дисања и масаже срца. Вештачко дисање се спроводи уста на уста или уста на нос (као сто је горе описано). Масажа срца се спроводи тако што се длан једне руке постави на доњој трећини грудног коша те се друга рука стави преко ње. Врши се притисак од отприлике 3-4 cm у дубину при чему често долази до лома прсног моста. У овом случају долази до мањег отпора те се јачина притиска смањује. Реанимација се започиње вештачким дисањем те се наставља масажом срца у односу 2:15. Брзина реанимације је одређена просечном брзином дисања те брзином рада срца код пацијената у стабилном стању. Тиме се при реанимацији настоји постићи фреквенција дисања од око 16 те срца између 60-80. Код мале деце фреквенција се повишује на 20-22 дисања те до 200 откуцаја срца. Због мањег грудног коша код дојенчади и мале деце, за масажу срца се не користе руке него само два прста. Притисак се врши отприлике 1-2 cm у дубину.

### Дефибрилација
За потребу реанимације у хитним случајевима, болнице и возила хитне помоћи употребљавају дефибрилатор. По врсти рада он може бити аутоматски (peacemaker), полуаутоматски или мануални. Аутоматски дефибрилатори су малих димензија те се користе код хроничних обољења срца као превентива, те се носе стално на или у телу. Полуаутоматски дефибрилатори су у посљедњој деценији у већем делу европских земаља уведени у санитетске службе.
Овакви полуаутомати спасиоцу одузимају одлуку када да изврши електрични удар путем електрокардиографског мерења рада срца. До електричног удара долази само при видљивој мишићној функцији срчаних комора. Њихова употреба је једноставна и не доноси опасност за пацијента. Мануални дефибрилатори се користе углавном у болницама. Одлуку о електричном удару у овом случају доноси доктор. Екстерни дефибрилатори електрични удар доносе путем електрода најчешће залепљених или постављених на грудни кош. Интерни дефибрилатори се користе директно на срцу путем две електроде при операцијама или трансплантацијама. За време овакве врсте реанимације, вештачко дисање се врши путем амбуврећице или путем интубације.